# Paramesosella gigantea
Paramesosella gigantea là một loài bọ cánh cứng trong họ Cerambycidae.